# USS Sarda (SS-488)
USS Sarda (SS-488) là một tàu ngầm lớp Tench được Hải quân Hoa Kỳ chế tạo vào giai đoạn cuối Chiến tranh Thế giới thứ hai. Nó là chiếc tàu chiến duy nhất của Hải quân Hoa Kỳ được đặt tên theo chi cá câu thể thao Sarda, một chi cá Ngừ ở vùng trung tâm, tây nam và tây Thái Bình Dương. Hoàn tất quá trễ để có thể hoạt động trong Thế Chiến II, Sarda đã phục vụ trong giai đoạn Chiến tranh Lạnh chủ yếu trong vai trò huấn luyện và thử nghiệm. Nó được cho xuất biên chế đồng thời xóa đăng bạ vào năm 1964, và cuối cùng bị bán để tháo dỡ vào năm 1965.

## Thiết kế và chế tạo

### Thiết kế
Lớp tàu ngầm Tench là sự cải tiến tiếp theo của các lớp tàu ngầm hạm đội   Balao và   Gato, vốn đã chứng minh thành công trong hoạt động chống Nhật Bản tại Mặt trận Thái Bình Dương. Lớp tàu này, tích lũy những kinh nghiệm trong giai đoạn đầu của cuộc xung đột, là lớp tàu ngầm cuối cùng được Hải quân Hoa Kỳ chế tạo trong chiến tranh.
Những chiếc lớp Tench có chiều dài 311 ft 9 in (95,02 m), mạn tàu rộng 27 ft 4 in (8,33 m) và mớn nước tối đa 17 ft (5,2 m), có trọng lượng choán nước 1.570 tấn Anh (1.600 t) khi nổi và 2.414 tấn Anh (2.453 t) khi lặn. Chúng trang bị bốn động cơ diesel Fairbanks-Morse 38D8-⅛ 10-xy lanh chuyển động đối xứng, dẫn động máy phát điện để cung cấp điện năng cho hai động cơ điện, đạt được công suất 5.400 shp (4.000 kW) cho phép di chuyển với tốc độ tối đa 20,25 hải lý trên giờ (37,50 km/h) khi nổi. Khi hoạt động ngầm dưới nước, chúng được cung cấp điện từ hai dàn ắc-quy Sargo 126-cell để vận hành hai động cơ điện Elliott lõi kép tốc độ chậm, có công suất 2.740 shp (2.040 kW) và đạt tốc độ tối đa 8,75 kn (16,21 km/h). Tầm xa hoạt động là 16.000 hải lý (30.000 km) khi đi trên mặt nước ở tốc độ 10 kn (19 km/h) và có thể hoạt động kéo dài đến 75 ngày; tuy nhiên khả năng hoạt động ngầm bị giới hạn bởi dung lượng điện ắc-quy, sẽ cạn trong 48 giờ khi di chuyển với tốc độ 2 kn (3,7 km/h). Chiếc tàu ngầm mang theo tiếp liệu đủ cho mười sĩ quan và 71 thủy thủ trong 75 ngày.
Lớp Tench được trang bị mười ống phóng ngư lôi 21 in (530 mm), gồm sáu ống trước mũi và bốn ống phía đuôi tàu, và mang theo tổng cộng 28 quả ngư lôi. Vũ khí trên boong tàu gồm một hải pháo 5 inch/25 caliber, một khẩu pháo phòng không Bofors 40 mm nòng đơn và một khẩu đội Oerlikon 20 mm nòng đôi, kèm theo hai súng máy .50 caliber.

### Chế tạo
Sarda được đặt lườn tại Xưởng hải quân Portsmouth ở  Kittery, Maine vào ngày 12 tháng 4, 1945. Nó được hạ thủy vào ngày 24 tháng 8, 1945, được đỡ đầu bởi bà Heffernan, phu nhân Dân biểu James J. Heffernan của tiểu bang New York.
Do Thế Chiến II đã kết thúc vào giữa tháng 8, 1945, chỉ một tuần trước khi được hạ thủy, Sarda rõ ràng không còn cần thiết cho cuộc chiến tranh, và Hải quân Hoa Kỳ đứng trước câu hỏi nên tiếp tục hoàn thiện hay tháo dỡ con tàu. Trong giai đoạn này, chiếc tàu ngầm được trang bị một cấu trúc thượng tầng rất lớn đủ để chứa những thiết bị thử nghiệm.Cuối cùng con tàu cũng hoàn tất và nhập biên chế cùng Hải quân Hoa Kỳ vào ngày 19 tháng 4, 1946 dưới quyền chỉ huy của Hạm trưởng, Trung tá Hải quân Chester W. Nimitz, Jr.. 

## Lịch sử hoạt động

### 1946 – 1959
Sau khi nhập biên chế, Sarda tiến hành chạy thử máy tại khu vực biển Caribe, rồi quay trở lên phía Bắc để hoạt động thử nghiệm từ Căn cứ Tàu ngầm Hải quân tại New London, Connecticut. Sau đó nó gia nhập Đội tàu ngầm 22 trực thuộc Hải đội Tàu ngầm 2, và trong bốn năm tiếp theo đã phục vụ thử nghiệm thiết bị mới cho Phòng thí nghiệm Âm thanh Dưới nước tại Fort Trumbull, New London, cũng như đánh giá các quy trình vận hành mới. Đến mùa Thu năm 1949, nó được điều sang Đội tàu ngầm 21, và chuyển sang vai trò huấn luyện trong suốt Thập niên 1950. Ngoài hoạt động huấn luyện, chiếc tàu ngầm còn tham gia thực hành rải thủy lôi, huấn luyện chống tàu ngầm, tập trận hạm đội. Thỉnh thoảng nó tham gia các cuộc tập trận trong khuôn khổ Khối NATO và tập trận phối hợp giữa hải quân Hoa Kỳ và Canada tại vùng biển Bắc Đại Tây Dương. Từ tháng 1 đến tháng 6, 1957, chiếc tàu ngầm hoạt động nghiên cứu cho Văn phòng Thủy văn Hoa Kỳ tại các vùng biển Caribe và Nam Mỹ.

### 1960 – 1964
Vào đầu thập niên 1960, Sarda tiếp tục hoạt động huấn luyện, nhưng dành nhiều thời gian hơn cho việc phục vụ huấn luyện các đơn vị chống ngầm trong khuôn khổ các cuộc tập trận. Vào mùa Đông năm 1960, nó hoạt động cùng 92 hạm tàu nổi và 14 liên đội không lực tham gia cuộc tập trận hàng năm tại vùng biển Caribe. Sang mùa Đông năm 1962, chiếc tàu ngầm lại đi đến và ở lại vùng biển Caribe một thời gian lâu dài, phục vụ cho việc huấn luyện của Hạm đội Đại Tây Dương cũng như thử nghiệm và đánh giá kiểu ngư lôi dò âm. Đến mùa Đông năm 1963, nó được phái sang khu vực Địa Trung Hải để hoạt động cùng Đệ Lục hạm đội, và khi quay trở về New London vào cuối tháng 5, con tàu tiếp tục vai trò của một tàu huấn luyện.
Vào tháng 4, 1964, Sarda được xem là dư thừa so với nhu cầu của Hải quân Hoa Kỳ. Nó ở lại căn cứ New London trong tháng 5 để chuẩn bị ngừng hoạt động, rồi được cho xuất biên chế đồng thời rút tên khỏi danh sách Đăng bạ Hải quân Hoa Kỳ vào ngày 1 tháng 6, 1964. Con tàu cuối cùng bị bán cho hãng North American Smelting Co. tại Wilmington, Delaware để tháo dỡ vào tháng 3, 1965.